# Carl Wilhelm Petersén
Carl Wilhelm Petersén (ur. 28 marca 1884 w Sztokholmie, zm. 3 października 1973 w San Diego) – szwedzki curler, wicemistrz olimpijski z Chamonix.
Petersén był jednym z pionierów curlingu w Szwecji, wygrał 2. i 3. mistrzostwa kraju w latach 1917 i 1918. Był kapitanem drugiego szwedzkiego zespołu na Zimowych Igrzyskach Olimpijskich 1924. Drużyna pod jego przewodnictwem przegrała z Wielką Brytanią 7:38 i zdobyła srebrne medale, które oficjalnie uznano dopiero w 2006.
Po raz trzeci wygrał mistrzostwa kraju w sezonie 1929/1930. W swojej karierze reprezentował sztokholmskie kluby Åre, Fjällgården i Amatörföreningen.

## Drużyna
|           | Czwarty               | Trzeci             | Drugi                 | Otwierający           |
| --------- | --------------------- | ------------------ | --------------------- | --------------------- |
| 1929/1930 | Helge Burman          | S.B. Sahlin        | Carl Axel Pettersson  | Carl Wilhelm Petersén |
| ZIO 1924  | Carl Wilhelm Petersén | Erik Severin       | Ture Ödlund           | Victor Wetterström    |
| 1917/1918 | Erik Åkerlund         | Johan Petter Åhlén | Carl Wilhelm Petersén | Carl O. Rahm          |
| 1917/1918 | Hugo Hjelmar          | Johan Petter Åhlén | Carl Wilhelm Petersén | Carl O. Rahm          |